# Jhanjharpur
Jhanjharpur è una città dell'India di 24.102 abitanti, situata nel distretto di Madhubani, nello stato federato del Bihar. In base al numero di abitanti la città rientra nella classe III (da 20.000 a 49.999 persone).

## Geografia fisica
La città è situata a 26° 16' 0 N e 86° 16' 60 E e ha un'altitudine di 58 m s.l.m..

## Società

### Evoluzione demografica
Al censimento del 2001 la popolazione di Jhanjharpur assommava a 24.102 persone, delle quali 12.467 maschi e 11.635 femmine. I bambini di età inferiore o uguale ai sei anni assommavano a 4.345, dei quali 2.273 maschi e 2.072 femmine. Infine, coloro che erano in grado di saper almeno leggere e scrivere erano 9.575, dei quali 6.304 maschi e 3.271 femmine.